# Flutura Agaj
Fluter Agaj lub Fluter Agaj (ur. 24 grudnia 1994) – szwajcarsko-kosowska piłkarka, reprezentantka Kosowa w piłce nożnej kobiet od 2019 roku.